# Albert Kitzl
Albert Kitzl (* 1943 in Bakowa, Königreich Rumänien) ist ein rumänisch-deutscher Schauspieler.

## Leben

### Anfangsjahre in Rumänien
Kitzl wurde im rumänischen Banat geboren. Seine Familie gehörte zur deutschsprachigen Minderheit der Banater Schwaben. 
1977 kam Kitzl als Spätaussiedler nach Deutschland.

### Theater in Deutschland
Er hatte Theaterengagements in Essen, am Stadttheater Bern, am Schauspiel Frankfurt, am Schauspielhaus Köln (in der Spielzeit 1984/85 als La Hire in Die Jungfrau von Orleans; Regie: Jürgen Flimm) und am Deutschen Schauspielhaus Hamburg. 1987 war er von Peter Zadek an das Deutsche Schauspielhaus Hamburg engagiert worden, wo er 1987 als Reineke Fuchs von Johann Wolfgang von Goethe in der Regie von Michael Bogdanov auftrat. Weitere Engagements hatte er am Schauspielhaus Düsseldorf (1993 als Basow in Sommergäste von Maxim Gorki) und am Theater in der Josefstadt in Wien. 
Mehrfach trat Kitzl in Theaterstücken des israelischen Dramatikers Jehoschua Sobol auf, 1987 in seinem Debüt am Deutschen Schauspielhaus Hamburg in Die Palästinenserin (Regie: David Mouchtar-Samorai, mit Renan Demirkan) und 1996 im Rahmen der Wiener Festwochen in der Uraufführung des Stücks Alma – A Show Biz ans Ende (UA im Sanatorium Purkersdorf, Regie: Paulus Manker, mit Susi Nicoletti, Johanna Wokalek, Paulus Manker und Leon Askin), das 1999 verfilmt wurde. 1998 gastierte er bei den Bad Hersfelder Festspielen.
In der Spielzeit 2001/02 war er festes Ensemblemitglied am Schauspiel Frankfurt. Dort trat er als Polonius in Hamlet, als Oronte in Der Menschenfeind und als Bauer Veit Tümpel in Der zerbrochne Krug auf. 2004 spielte er am Schauspiel Frankfurt gemeinsam mit Felix von Manteuffel in Denis Diderots Dialog Rameus Neffe. In der Spielzeit 2003/04 übernahm er an den Hamburger Kammerspielen die Rolle des Truffaldino in Carlo Goldonis Lustspiel Der Diener zweier Herren; Regie führte Michael Bogdanov. 2005 gastierte er an den Hamburger Kammerspielen mit Rameus Neffe in der Produktion des Schauspiels Frankfurt. In der Spielzeit 2007/08 trat er am Schauspiel Köln als Patenonkel Risto Mihaijlov in dem Theaterstück Fremdes Haus von Dea Loher auf. 2009 verkörperte Kitzl am Schauspiel Köln, neben Helga Uthmann (Theater Dortmund) und Lucas Gregorowicz, den alten Ehemann Petey Boles in Harold Pinters Frühwerk Die Geburtstagsfeier. 2011 spielte er in einer Inszenierung von Alvis Hermanis an den Städtischen Bühnen Köln in der Halle Kalk den Diener Sachar in einer Bühnenfassung des Romans Oblomow.

### Film und Fernsehen
Erste Filmrollen spielte Kitzl Ende der 1970er Jahre in Rumänien. Ab Anfang der 1980er war er regelmäßig in deutschsprachigen Kino- und Fernsehproduktionen zu sehen. Kitzl übernahm dabei meist prägnante Nebenrollen. Oft spielte er Figuren mit Migrationshintergrund. Er wurde, aufgrund seines südländischen Aussehens, häufig als Türke, Italiener, Grieche, Rumäne oder Araber besetzt.
Kitzl hatte Kinorollen in den Spielfilmen Charlie & Louise – Das doppelte Lottchen (1994, als Sülo), Long Hello & Short Goodbye (1999; als Drogendealer), Absolute Giganten (1999; als Boss und Elvis Presley-Imitator), September (2003; als Herr Moshen) und Dreiviertelmond (2011; als Herr Arslan). In dem Filmprojekt The Tulse Luper Suitcases (2003) von Peter Greenaway spielte er im 1. Teil The Moab Story einen Zigeuner und Mechaniker aus Bukarest.
Er wirkte in den Fernsehfilmen Reise in die Nacht (1998, neben Ulrike Kriener als türkischer Anwalt Ali Dicle), Der Preis der Sehnsucht (1999, neben Christiane Hörbiger als Pavel, der kranke Vater des Callboys Aleksandr), Frische Ware (2000, als gerissener Hausierer Köpferl Hansei), Operation Rubikon (2002, als Waffenschieber Anton Czarny) und Schimanski: Das Geheimnis des Golem (2004, als Herr Fränckel, Mitglied der Jüdischen Gemeinde) mit. 
Mehrfach war Kitzl auch in der Krimireihe Tatort zu sehen: in Tatort: Kleine Diebe (2000, als Rumäne Popescu), in Tatort: Tod aus Afrika (2006, als aus Tschetschenien stammender Asylant Jaragi) und Tatort: Schwindelfrei (2013, als Techniker Wasili). In dem Donna Leon-Krimi Wie durch ein dunkles Glas (2009) hatte er eine kleine Rolle als Trattoria-Besitzer. In dem ZDF-Fernsehfilm Mutter muss weg (2012) spielte er neben Bastian Pastewka und Judy Winter den Auftragskiller Josip. 
Kitzl wirkte auch in zahlreichen Fernsehserien mit. In der ARD-Vorabendserie Motzki hatte er 1993 eine durchgehende Serienrolle als türkischer Gemüsehändler Gülüsan Ükzknürz. Außerdem übernahm er Episodenrollen in den Fernsehserien Rennschwein Rudi Rüssel (2008, als Onkel Rakim), SOKO Wien (2009, als Rumäne Radu Brucan), SOKO Stuttgart (2010, als serbischer Lokalwirt Milan Saric) und Forsthaus Falkenau (2013, als Schäfer Georgios). 
In dem ZDF-Fernsehfilm Nägel mit Köppen (2012) verkörperte er den Griechen Dimiris. Er spielte die Urlaubsbekanntschaft der weiblichen Hauptfigur Petra Koslowski (Ulrike Kriener), der nach vielen Jahren erfährt, dass er Vater eines unehelichen Sohnes ist. In dem Fernsehfilm Bis zum Ende der Welt, der im November 2014 in der ARD-Themenwoche „Toleranz“ erstmals ausgestrahlt wurde, verkörperte Kitzl, an der Seite von Christiane Hörbiger, den Großvater Silvano, das Familienoberhaupt einer Roma-Familie. In der ARD-Krimireihe Der Kroatien-Krimi hatte er im dritten Film Mord auf Vis (Erstausstrahlung: Januar 2018) eine der Episodenrollen; er spielte den alten Zeugen Marko, den mit dem örtlichen Polizeichef ein schreckliches Geheimnis aus der Vergangenheit verbindet. Im November 2018 war er in der ZDF-Serie Die Spezialisten – Im Namen der Opfer an der Seite von Natalia Bobyleva in einer Episodenhauptrolle zu sehen; er war der Russlanddeutsche Waldemar Kremer, der im Alkoholexzess seinen eigenen Sohn getötet hat, von dem er annahm, dass er ermordet worden war. In der ARD-Krimireihe Der Prag-Krimi hatte er im zweiten Fall Der kalte Tod (Erstausstrahlung: Dezember 2018) ebenfalls eine der Episodenrollen; er spielte den alten Jan Koller, der als Hausmeister in einer Prager Senioren-WG lebt, und mit seinem Sohn, dem Kriminalermittler der Fernsehreihe, nichts mehr zu tun haben will.

### Sprechertätigkeit
Kitzl wirkte auch als Sprecher für Hörspiele und Hörbücher. Über den Erzählband Niederungen wurde er auf das literarische Werk seiner Landsmännin Herta Müller aufmerksam. Er nahm Kontakt zu ihr auf und ist seitdem mit ihr befreundet. Niederungen nahm er gemeinsam mit Marlen Diekhoff als Hörbuch auf. 2014 sprach er die Titelrolle des Kotzbrockens in dem Kinderhörspiel Sultan und Kotzbrocken in einer Welt ohne Kissen von Claudia Schreiber in einer Produktion des SWR.

## Filmografie (Auswahl)
- 1977: Trepte spre cer (Kinofilm)
- 1977: So nah ist das Glück (E atit de aproape fericirea) (Kinofilm)
- 1981: Ein Fall für zwei (Folge: Fuchsjagd); Fernsehserie
- 1984: Ein Mann wie E.V.A.
- 1989: Kinder der Sonne (Theateraufzeichnung, Schauspielhaus Düsseldorf)
- 1991: Ich schenk dir die Sterne
- 1993: Motzki (Fernsehserie)
- 1993: Sommergäste (Theateraufzeichnung)
- 1994: Charlie & Louise – Das doppelte Lottchen (Kinofilm)
- 1994: Angst (Fernsehfilm)
- 1994: Ausgerechnet Zoé (Fernsehfilm)
- 1998: Reise in die Nacht (Fernsehfilm)
- 1999: Alma (dreiteiliger Fernsehfilm)
- 1999: Long Hello & Short Goodbye (Kinofilm)
- 1999: Bella Block: Geflüsterte Morde (Fernsehreihe)
- 1999: Absolute Giganten (Kinofilm)
- 1999: Der Preis der Sehnsucht (Fernsehfilm)
- 2000: Tatort: Kleine Diebe (Fernsehreihe)
- 2000: Frische Ware (Fernsehfilm)
- 2000: Zoom (Kinofilm)
- 2002: Operation Rubikon (Fernsehfilm)
- 2003: Ein starkes Team – Das große Schweigen
- 2003: September (Kinofilm)
- 2003: The Tulse Luper Suitcases: Part 1: The Moab Story
- 2004: Schimanski: Das Geheimnis des Golem (Fernsehfilm)
- 2004: Doppelter Einsatz: Harte Bandagen
- 2004: Schöne Witwen küssen besser (Fernsehfilm)
- 2005: Bis in die Spitzen (Fernsehserie)
- 2006: Tatort – Tod aus Afrika (Fernsehreihe)
- 2007: Der Kriminalist (Folge: Außer Kontrolle) (Fernsehserie)
- 2007: Eis für Anfänger (Fernsehfilm)
- 2008: Die Sache mit dem Glück (Fernsehfilm)
- 2009: Donna Leon – Wie durch ein dunkles Glas (Fernsehreihe)
- 2009: Rennschwein Rudi Rüssel (Folge: Rudi, der blinde Passagier) (Fernsehserie)
- 2009: SOKO Wien (Folge: Opfer ohne Namen) (Fernsehserie)
- 2010: SOKO Stuttgart (Folge: Spuren der Vergangenheit) (Fernsehserie)
- 2011: Dreiviertelmond (Kinofilm)
- 2012: Der Dicke: Blinder Eifer
- 2012: Mutter muss weg (Fernsehfilm)
- 2012: Nägel mit Köppen (Fernsehfilm)
- 2013: Forsthaus Falkenau (Folge: Schafskälte) (Fernsehserie)
- 2013: Tatort – Schwindelfrei (Fernsehreihe)
- 2014: Meine Frau, ihr Traummann und ich (Fernsehfilm)
- 2014: Bis zum Ende der Welt (Fernsehfilm)
- 2014: Kommissar Dupin: Bretonische Brandung (Fernsehreihe)
- 2014: Winterkartoffelknödel (Fernsehreihe)
- 2015: Abschussfahrt
- 2015: Rettet Raffi!
- 2016: Herzblut. Ein Kluftingerkrimi (Fernsehreihe)
- 2017: Bibi & Tina: Tohuwabohu Total
- 2018: Der Kroatien-Krimi: Mord auf Vis (Fernsehreihe)
- 2018: Die Spezialisten – Im Namen der Opfer (Folge: Shenjas Rückkehr) (Fernsehserie)
- 2018: Der Prag-Krimi: Der kalte Tod (Fernsehreihe)
- 2020: Das Gesetz sind wir (Fernsehfilm)
- 2020: Der Alte und die Nervensäge (Fernsehfilm)

## Hörspiele (Auswahl)
- 2008: Verhandlungssache (Radio Tatort, WDR), Rolle: Hasan Arif, Regie: Thomas Leutzbach
- 2010: Testosteron (Radio Tatort, WDR), Rolle: Arthur Kowallek, Regie: Claudia Johanna Leist
- 2010: Warlords (Radio Tatort, WDR), Rolle: Arthur Kowallek, Regie: Claudia Johanna Leist
- 2010: Osman – Der Dschinn in der Klemme (Dreiteiler), Regie: Thomas Werner (WDR)